# Distrito electoral federal 34 del estado de México
El XXXIV Distrito Electoral Federal del Estado de México es uno de los 300 Distritos Electorales en los que se encuentra dividido el territorio de México para la elección de diputados federales y uno de los 40 en los que se divide el Estado de México. Su cabecera es la ciudad de Toluca de Lerdo, capital del Estado de México.
El trigésimo cuarto distrito del Estado de México se localiza en las regiones central y sur del Valle de Toluca. Desde 2022 el distrito electoral está conformado por la región sur del Municipio de Toluca. Lo integran localidades como San Pedro Totoltepec, Santa María Totoltepec, San Lorenzo Tepaltitlán, Santa Ana Tlapaltitlán, el Centro histórico de Toluca, San Felipe Tlamimilolpan y Cacalomacán. Lo conforman 176 secciones electorales. 

## Distritaciones anteriores

### Distritación 1996 - 2005
El Distrito electoral 34 fue creado en 1996, anterior a ello el Estado de México contaba únicamente con 31 distritos, por lo que ha elegido diputado solo a partir de 1997 a la LVII Legislatura.
Entre 1996 a 2005 el territorio del Distrito XXXIV fue conformado por la región sur del Municipio de Toluca. Lo integraban localidades como Santa Ana Tlapaltitlán, San Buenaventura, San Felipe Tlamimilolpan y Cacalomacán. Su cabecera distrital era Toluca de Lerdo.

### Distritación 2005 - 2017
Entre 2005 y 2017 en territorio del distrito electoral federal fue conformado por las regiones occidental y sur del Municipio de Toluca. Lo integraban localidades como San Marcos Yachihuacaltepec, el Centro histórico de Toluca, San Felipe Tlamimilolpan y Cacalomacán. Su cabecera distrital era Toluca de Lerdo.

### Distritación 2017 - 2022
Tras la distritación electoral nacional de 2014-2017 llevada a cabo por el Instituto Nacional Electoral, el territorio del distrito electoral federal fue conformado por la región sur del Municipio de Toluca. Lo integraban localidades como San Pedro Totoltepec, San Lorenzo Tepaltitlán, el Centro histórico de Toluca y San Felipe Tlamimilolpan. Su cabecera distrital era Toluca de Lerdo.

## Diputados por el distrito
- LVII Legislatura
  - (1997 - 2000): Enrique Tito González Isunza 
  - (2000): Alejandro Francisco Alarcón Estrada
- LVIII Legislatura
  - (2000 - 2003): Armando Enríquez Flores
- LIX Legislatura
  - (2003 - 2006): Leticia Socorro Userralde Gordillo
- LX Legislatura
  - (2006 - 2009): Martín Óscar González Morán 
  - (2009): María Magdalena Macedo Domínguez
- LXI Legislatura
  - (2009 - 2012): José Luis Velasco Lino  
  - (2012): Hazel Suárez Bastida
- LXII Legislatura
  - (2012 - 2014): Alberto Curi Naime 
  - (2014 - 2015): Norma González Vera
- LXIII Legislatura
  - (2015 - 2018): Martha Hilda González Calderón  
  - (2018): Paola Jiménez Hernández
- LXIV Legislatura
  - (2018 - 2019): Miroslava Carrillo Martínez   
  - (2019 - 2021): María Guadalupe Díaz Avilez
- LXV Legislatura
  - (2021 - 2024): María Teresa Castell de Oro Palacios
- LXVI Legislatura
  - (2024 - 2027): Mónica Angélica Álvarez Nemer

## Resultados electorales

### Elecciones de 2024
|  | 46.24 % |

|  | 40.76 % |

|  | 10.81 % |

|  | 0.07 % |

|  | 2.12 % |

|  | 100.00 % |

|  | 68.97 % |

### Elecciones de 2021
|  | 50.54 % |

|  | 38.50 % |

|  | 2.75 % |

|  | 2.28 % |

|  | 2.08 % |

|  | 1.38 % |

|  | 0.09 % |

|  | 3.37 % |

|  | 100.00 % |

|  | 56.30 % |

### Elecciones de 2018
|  | 45.60 % |

|  | 27.63 % |

|  | 24.28 % |

|  | 0.07 % |

|  | 2.42 % |

|  | 100.00 % |

|  | 71.88 % |

### Elecciones de 2015
|  | 36.26 % |

|  | 24.55 % |

|  | 7.42 % |

|  | 6.43 % |

|  | 5.24 % |

|  | 4.31 % |

|  | 3.92 % |

|  | 3.52 % |

|  | 3.41 % |

|  | 0.15 % |

|  | 4.71 % |

|  | 100.00 % |

|  | 51.54 % |

### Elecciones de 2009
|  | 52.62 % |

|  | 30.12 % |

|  | 4.64 % |

|  | 3.58 % |

|  | 2.27 % |

|  | 1.21 % |

|  | 0.19 % |

|  | 4,49 % |

|  | 100 % |